# Holy Flying Circus
Holy Flying Circus é um filme de comédia para a TV britânica, produzida pela BBC Four, dirigido por  Owen Harris.  O roteiro de Tony Roche é baseado num debate televisivo de 1979 entre membros do grupo humorístico Monty Python e representantes conservadores e religiosos por ocasião da polêmica ocorrida quando do lançamento do filme Monty Python's Life of Brian. O título original faz referência ao programa "Flying Circus" ("Circo Voador"), exibido entre 1969 e 1974 pela TV britânica, apresentado pelo grupo. A história não é um relato exatamente factual mas intercala a narrativa com diversos "sketches" no estilo popularizado pelos comediantes britânicos em seus trabalhos (que ficou conhecido em inglês como ""Pythonesque"). Os letreiros finais informam que o filme de 1979 foi banido em vários países e só foi exibido na televisão britânica em 1995.

## Elenco
- Darren Boyd...John Cleese
- Charles Edwards...Michael Palin
- Steve Punt...Eric Idle
- Rufus Jones...Terry Jones / Esposa de Michael
- Tom Fisher...Graham Chapman
- Phil Nichol...Terry Gilliam
- Michael Cochrane...Malcolm Muggeridge
- Roy Marsden...Bispo de Southwark
- Tom Price...Tim Rice
- Stephen Fry...Deus
- Ben Crispin...Jesus
- Simon Greenall...Barry Atkins
- Paul Chadidi...Harry Balls
- Jason Thorpe ..Alan Dick / Desmond Lovely
- Mark Heap...Andrew Thorogood

## Sinopse
O grupo Monty Python (Michael, John, Eric, Terry Jones, Terry Gilliam e Graham) retorna da Tunísia onde filmou a comédia Life of Brian e os artistas estão satisfeitos com o resultado, uma sátira às religiões feitas por intermédio da história de Brian, um homem comum que é frequentemente confundido por todos com seu compatriota Jesus. Mas as coisas começam a ficar estranhas quando o distribuidor Barry avisa que farão o lançamento primeiramente nos Estados Unidos. Imediatamente ocorrem diversas manifestações contra a exibição, atacando os realizadores de terem blasfemados contra a crença cristã. Na Inglaterra, um grupo de religiosos caricatos começa a perseguir os Pythons e Barry sugere aos comediantes não lançarem produtos de merchandising sobre o filme, tais como "biscoitos natalinos do Brian". Um alucinado produtor de TV tem a ideia de realizar o debate entre os comediantes e membros da Igreja. John Cleese é contra pois acha que o grupo não deve explicar nada, estaria tudo no filme. Mas com o aumento das manifestações e crescimento da violência, inclusive com "ameaças de morte", exploradas pelos executivos da TV em seus noticiários, os Python resolvem aceitar irem ao debate e escolhem Michael Palin (o cara "bom") e John Cleese (o cara "sarcástico") para serem os representantes. 